# 福岡市立西戸崎小学校
福岡市立西戸崎小学校（ふくおかしりつ さいとざきしょうがっこう）は、福岡県福岡市東区西戸崎六丁目にある公立小学校。

## 校勢
2016年5月1日現在
- 学級数 - 単式学級14学級、特別支援学級「ひかり学級」1学級
- 児童数 - 439人（うち特別支援学級7人）

## 沿革
- 1891年（明治24年） - 西戸崎尋常小学校開校。
- 1941年（昭和16年）4月1日 - 国民学校令により西戸崎国民学校に改称。
- 1947年（昭和22年）4月1日 - 学制改革により志賀島村立西戸崎小学校に改称。
- 1953年（昭和28年）4月 - 志賀島村が町制施行し志賀町となったことにより、志賀町立西戸崎小学校となる。
- 1971年（昭和46年）4月 - 志賀町が福岡市に編入されたことにより、福岡市立西戸崎小学校となる。

## 通学区
- 東区西戸崎1丁目 - 6丁目、大岳1丁目 - 4丁目、大字西戸崎[4]

校区は海の中道の概ね西半分。海の中道の東半分を校区とする奈多小学校、対岸の大字志賀島を校区とする志賀島小学校と校区が隣接する。海の中道海浜公園を校区に含む。
中学校については志賀中学校の校区。

## 校歌
- 作詞：米山正広
- 作曲：八波正武

## 著名な関係者
教職員
- 杉山参緑（詩人）